# Unité urbaine de Barentin
L'unité urbaine de Barentin est une unité urbaine française centrée sur la commune de Barentin, ville de la Seine-Maritime au cœur de la cinquième unité urbaine de ce département.

## Données générales
Dans le zonage réalisé par l'Insee en 2010, l'unité urbaine était composée de trois communes.
Dans le nouveau zonage réalisé en 2020, elle est composée des trois mêmes communes.
En 2022, avec 20 038 habitants, elle représente la 5e unité urbaine du département de la Seine-Maritime et occupe le 17e rang dans la région Normandie.

## Composition de l'unité urbaine en 2020
Elle est composée des trois communes suivantes :
| Nom                     | Code Insee | Département    | Statut       | Superficie (km2) | Population (dernière pop. légale) | Densité (hab./km2) | Modifier                                    |
| ----------------------- | ---------- | -------------- | ------------ | ---------------- | --------------------------------- | ------------------ | ------------------------------------------- |
| Barentin (ville-centre) | 76057      | Seine-Maritime | ville-centre | 12,74            | 12 227 (2022)                     | 960                | modifier les données · modifier les données |
| Pavilly                 | 76495      | Seine-Maritime | banlieue     | 14,19            | 6 095 (2022)                      | 430                | modifier les données · modifier les données |
| Villers-Écalles         | 76743      | Seine-Maritime | banlieue     | 7,41             | 1 716 (2022)                      | 232                | modifier les données · modifier les données |

## Évolution démographique
| 1968   | 1975   | 1982   | 1990   | 1999   | 2008   | 2013   | 2019   |
| ------ | ------ | ------ | ------ | ------ | ------ | ------ | ------ |
| 15 849 | 17 530 | 19 499 | 20 227 | 20 757 | 20 238 | 20 006 | 20 375 |

#### Données générales
- Unité urbaine
- Aire d'attraction d'une ville
- Aire urbaine (France)
- Liste des unités urbaines de France

#### Données démographiques en rapport avec l'unité urbaine de Barentin
- Aire d'attraction de Rouen
- Arrondissement de Rouen

#### Données démographiques en rapport avec la Seine-Maritime
- Démographie de la Seine-Maritime